# Sinfonía n.º 1 (Bruckner)

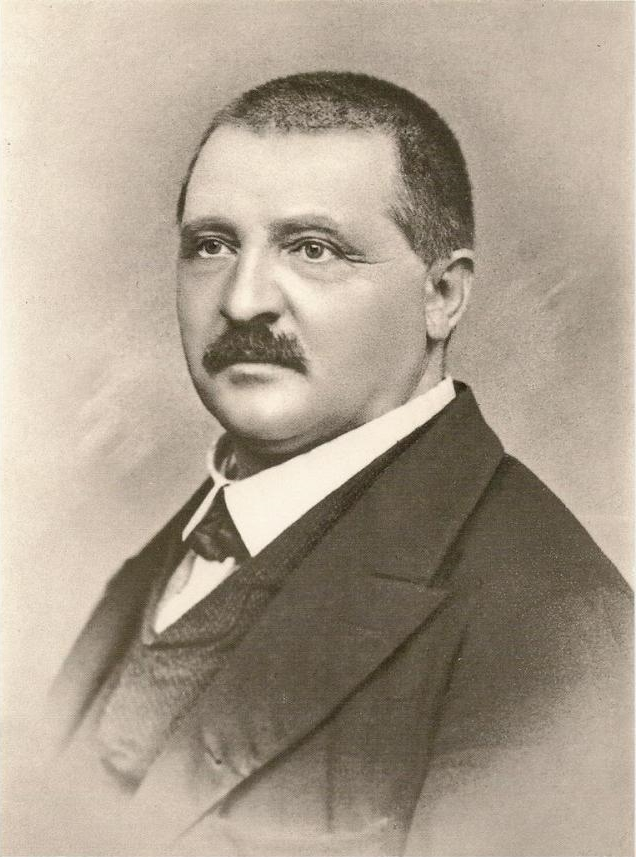
Bruckner en 1868.

La Sinfonía n.º 1 en do menor, WAB 101, también conocida como La doncella descarada o en alemán Das kecke Beserl, fue compuesta por Anton Bruckner entre 1865 y 1866. Fue sometida a un extenso proceso de revisión que terminó en 1891, lo cual fue una práctica común en la producción sinfónica del maestro austríaco. La primera versión se estrenó el 9 de mayo de 1868 en Linz bajo la dirección del compositor. La versión de Viena fue dedicada a la Universidad de Viena.

## Historia

### Composición
La composición de esta pieza se desarrolló entre 1866 y 1891, periodo en el cual la obra experimentó un largo proceso de revisión. Este no fue ni mucho menos su primer intento en el género sinfónico. Como la mayoría de sus otras sinfonías, fue objeto de varias revisiones, ya que el compositor tenía dudas casi patológicas sobre sí mismo y carecía casi por completo de confianza en sus propias capacidades. El musicólogo Robert Haas describió cuatro versiones distintas: de 1866, 1877, 1891 y 1893. 
El historial de composición se puede resumir en dos versiones principales:
- La versión de Linz de 1877: que tuvo un éxito limitado durante bastante tiempo.
- La versión de Viena de 1891: que fue adoptada como la versión definitiva de la obra posteriormente.

No obstante, la versión original de Linz de 1866 ha sido rehabilitada en la actualidad como la versión estándar de interpretación de la Sinfonía n.º 1, en gran parte gracias al trabajo de estudiosos como Robert Haas y Leopold Nowak.

#### Versión original de Linz de 1866

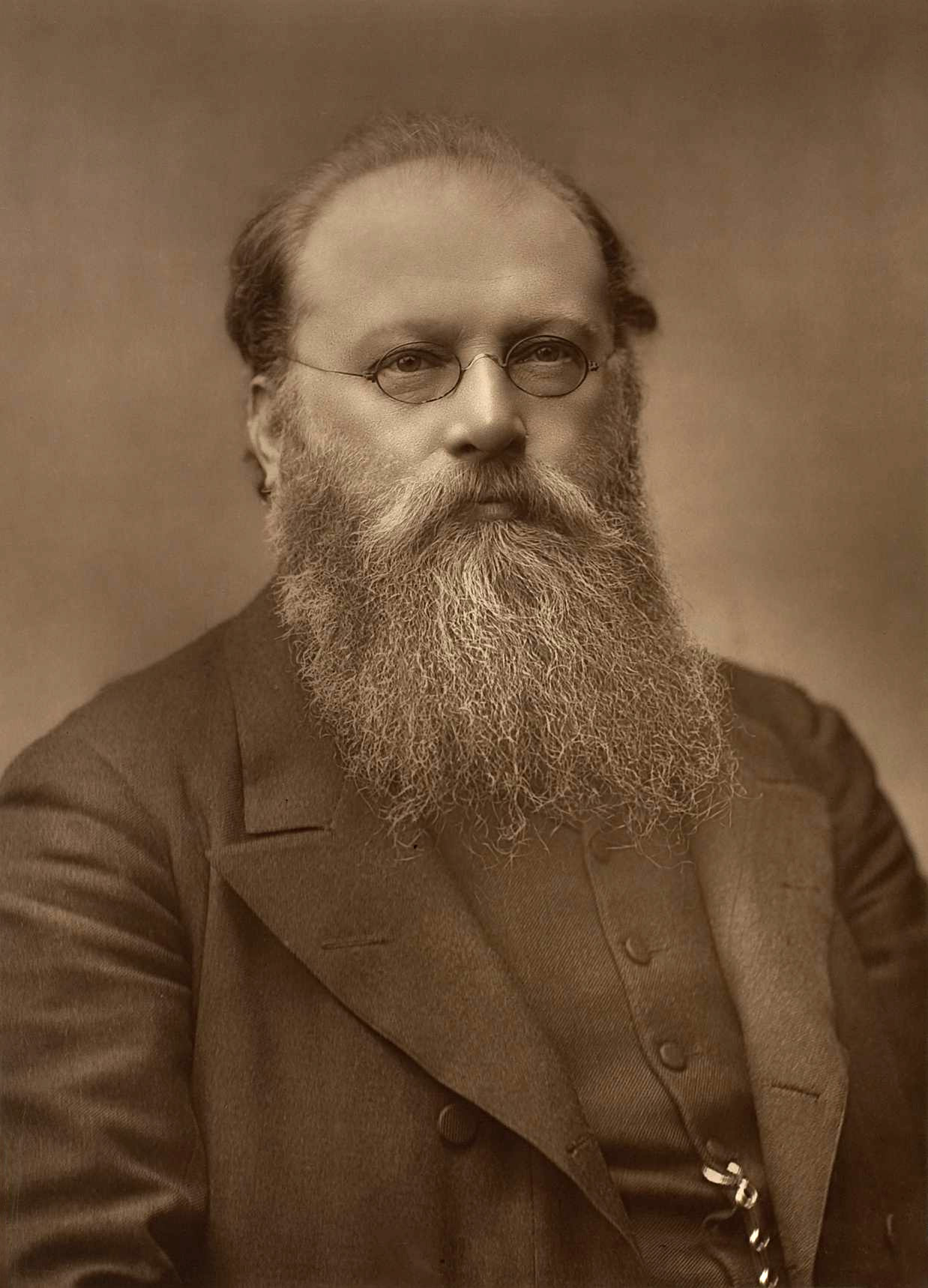
Hans Richter por Barraud c. 1880s.

La versión original fue compuesta entre mayo de 1865 y abril de 1866. La primera fecha es la del borrador inicial que incluye Adagio y Scherzo. En esta época el compositor trabajaba como organista de la catedral de Linz. Esta primera concepción de la pieza a veces es conocida como Versión de Linz sin revisar. La sinfonía se estrenó en esta forma el 9 de mayo de 1868 en la Redoutensaal de Linz bajo la dirección del propio compositor. Una copia manuscrita de la partitura se conserva en la Biblioteca Nacional de Austria bajo la denominación Mus.Hs.3192 y se puede consultar en línea. Se trata de una copia hecha por Franz Schimatschek con mejoras y comentarios del propio Bruckner.
En la segunda mitad de la década de 1880 la música de Bruckner se fue ganando una reputación a nivel internacional gracias a la Sinfonía n.º 7 y sus sinfonías anteriores atrajeron más atención. El director Hans Richter, uno de los más decididos defensores del compositor austríaco, pidió a Bruckner el material de interpretación de su primera sinfonía. Bruckner estuvo de acuerdo pero decidió revisar la obra, que no se había representado desde su estreno. Su divulgación ha sido escasa. 
Ediciones:
- Edición de William Carragan de 1998: primera publicación de esta versión, para la que Carragan se basó en el informe crítico de Robert Haas. También en 1998 fue grabada por Georg Tintner.
- Edición de Thomas Röder de 2014: preparada la nueva Bruckner Gesamtausgabe (BGA) o Edición completa de Bruckner. Ha sido grabada por Georg Tintner.

#### Versión revisada de Linz de 1877

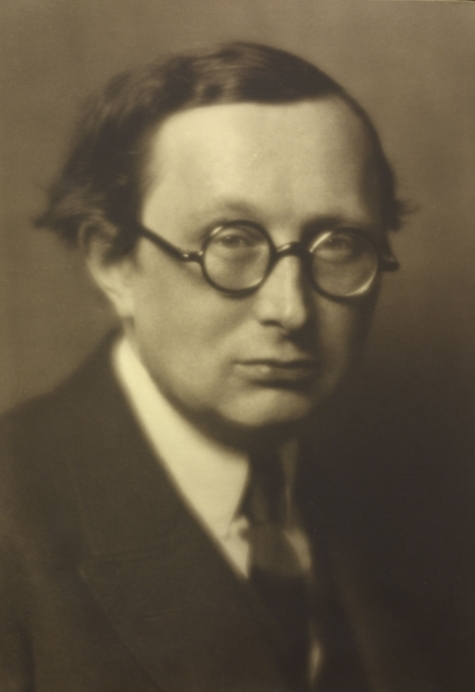
Robert Haas por Georg Fayer 1927.

A pesar de su denominación, fue llevada a cabo en Viena en 1877 y posteriormente retocada en 1884. Los tres primeros movimientos casi no se modifican, mientras que el Finale sí recibe cambios más significativos además de retocar la orquestación. Una copia manuscrita de la partitura se conserva en la Biblioteca Nacional de Austria bajo la denominación Mus.Hs.3190 y se puede consultar en línea. En la primera hoja figura este título: "Abschrift der Urfassung der I. Symphonie von Anton Bruckner. Vom Meister im Jahre 1895 zum Geschenk erhalten. St. Florian b. Linz. O.Ö. Karl Aigner." (Copia de la versión original de la Sinfonía n.º 1 de Anton Bruckner. Recibida como regalo del maestro en 1895. St. Florian b. Linz. O.Ö. Karl Aigner.) Se redescubrió en la década de 1930.
Ediciones:
- Edición de Robert Haas de 1935: edición crítica para la Bruckner Gesamtausgabe (BGA) o Edición completa de Bruckner bajo los auspicios de la Internationale Bruckner-Gesellschaft o Sociedad Internacional Bruckner.
- Edición de Leopold Nowak de 1953: nueva edición crítica para la Bruckner Gesamtausgabe.

La inmensa mayoría de las grabaciones disponibles, como la de Eugen Jochum dirigiendo a la Orquesta Estatal Sajona de Dresde, siguen alguna de estas dos ediciones.

#### Versión de Viena de 1891
Entre marzo de 1890 y marzo de 1891 el maestro reelaboró la obra. Difiere considerablemente de las dos versiones anteriores, ya que es más académica, pierde la espontaneidad y fuerza original. Después de que Bruckner recibiera un doctorado honoris causa de la Universidad de Viena en 1891, dedicó esta versión de la obra a esa institución. La partitura autógrafa se conserva en la Biblioteca Nacional de Austria bajo la denominación Mus.Hs.19473 y se puede consultar en línea. En la portada del documento bajo el título figura la expresión Neue Bearbeitung que significa "Nuevo arreglo". En el Archivo Histórico de la Filarmónica de Viena se guarda otra copia de esta partitura, que fue preparada para el director del estreno, Hans Richter.
Esta versión se estrenó el 13 de diciembre de 1891 en Viena bajo la dirección de Hans Richter. Desde su publicación forma parte del repertorio estándar de las orquestas. Esta fue la versión utilizada por Volkmar Andreae para la primera grabación completa de la sinfonía en 1950. Ha sido grabada por Riccardo Chailly, Guennadi Rozhdéstvenski, Günter Wand o Christian Thielemann. 
Ediciones:
- Edición de Cyrill Hynais de 1893: se trata de la primera publicación de la pieza. Difiere ligeramente de la versión de 1891 en una serie de pequeños detalles, tal y como se detalla en las páginas 5-8 del Vorlagenbericht o informe crítico de Haas.
- Edición de Robert Haas de 1935: reedición.
- Edición de Günter Brosche de 1980: reedición crítica.

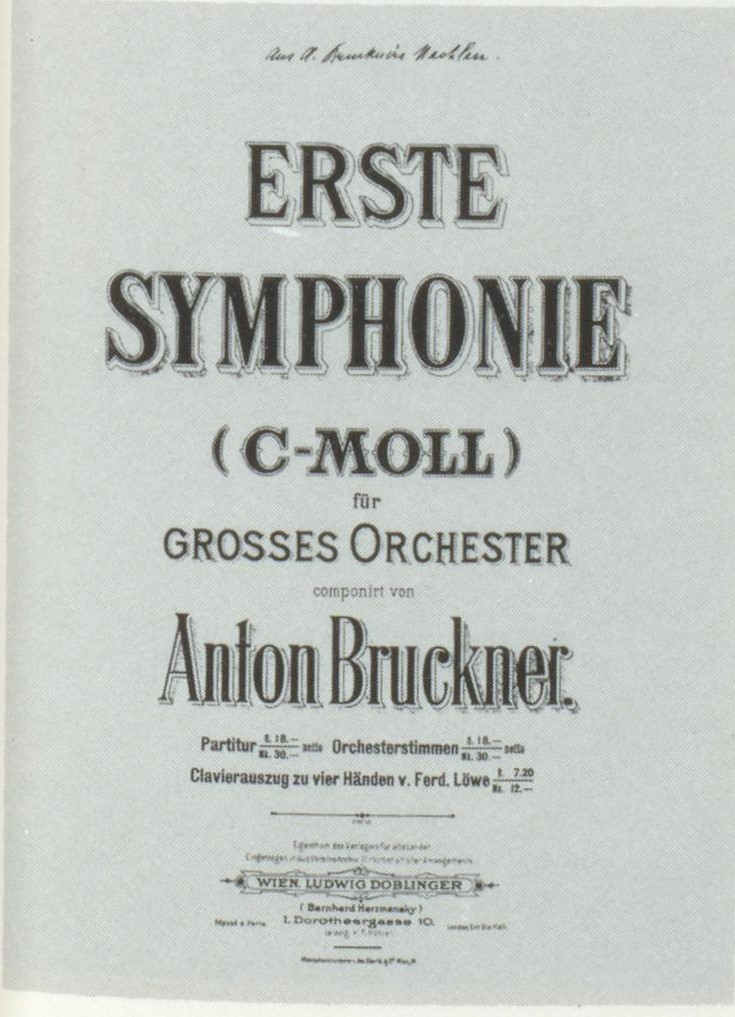
Portada de una edición de 1976.

### Estreno y publicación
El estreno se celebró el 9 de mayo de 1868 en la Redoutensaal de Linz bajo la dirección del propio compositor, unos meses antes de trasladarse a Viena. El éxito fue bastante discreto y este fue probablemente uno de los factores decisivos para su traslado a la capital de Austria.
La primera edición de la pieza fue preparada por Cyrill Hynais y llevada a cabo en 1893 por la editorial Ludwig Doblinger en Viena.

## Instrumentación
La partitura está escrita para una orquesta formada por:
- Viento madera: 2 flautas, 2 oboes, 2 clarinetes en si bemol, 2 fagotes.
- Viento metal: 4 trompas (dos en fa y dos en mi bemol), 2 trompetas en do, 3 trombones (alto, tenor y bajo).
- Percusión: timbales.
- Cuerda: una sección de cuerdas con violines I y II, violas, violonchelos y contrabajos.

## Estructura y análisis
La sinfonía consta de cuatro movimientos:
- I. Allegro, en do menor 4
4
- II. Adagio, en la bemol mayor 4
4
- III. Scherzo. Schnell, en sol menor – Trio. Langsam, en sol mayor 3
4
- IV. Finale. Bewegt, feurig, en do menor 4
4

La interpretación de esta obra dura aproximadamente entre 45 y 50 minutos. Sus modelos formativos fueron las sinfonías de Beethoven, Schumann y Mendelssohn, aunque también se vio profundamente afectado por la música de Wagner que impregna casi toda su música en mayor o menor grado. Bruckner había sido invitado el año anterior al estreno de Tristán e Isolda y se dejó influir por la obra. La influencia del genio alemán se deja sentir en cada uno de los cuatro movimientos de la esta sinfonía, desde los aspectos externos como la larga duración del Adagio, hasta el uso de un lenguaje armónico notablemente progresivo. Las diversas versiones tienen una progresión de forma muy similar. Las diferencias se relacionan esencialmente con la instrumentación y los detalles en el procesamiento de las ideas temáticas.

### I.Allegro
El primer movimiento, Allegro, está escrito en la tonalidad de do menor, en compás de 4/4 y responde a la forma sonata.
- La exposición consta de tres temas, lo cual es un recurso arquitectónico habitual en Bruckner desde la Sinfonía en fa menor. 
  - En el primer compás, añadido en 1877, las violas empiezan a martillear unas notas graves en pianissimo. El tema principal, similar a una marcha, se escucha en los violines en piano y pronto aumenta a fortissimo con la adición de otros instrumentos. Tras la reanudación del tema, el ritmo de marcha se disuelve en tranquilas corcheas. Las maderas y las trompas dan paso al segundo tema.
  - El segundo tema, esencialmente lírico, se escucha primero en los violines, luego en violas y violonchelos. Está dominado claramente por una voz melódica, que demuestra el estilo temático vocal típico de Bruckner, en el que varias figuras temáticas superpuestas se unen para formar un solo tema.
  - El tercer tema, en mi bemol mayor, presenta un carácter heroico y vigoroso desde el principio. Emerge en un fortissimo de los vientos y está presidido por un motivo que ya anticipa el ritmo del tema principal del Finale. Concluye con un potente fraseo fortissimo de los metales.
- El desarrollo se inicia en pianissimo y se centra en los temas primero y tercero. Aborda esta última idea de la exposición para empezar. Tras alcanzar un clímax dinámico inicial, hacen su aparición unas figuras rítmicas que recuerdan al primer tema. Pronto se presenta el primer tema propiamente dicho, tras lo cual se divide en sus elementos individuales, cuyo desarrollo progresivo domina el resto de esta sección. El desarrollo se cierra con una breve reminiscencia del tercer tema.
- La recapitulación es ligeramente variada, aunque se corresponde en gran medida con la exposición. Reintroduce todo el material temático, mientras impone la tonalidad inicial de do menor. El tercer tema en este caso conduce sin interrupción a la coda.
- La coda presenta un carácter tormentoso. Después de un breve momento de reposo, retoma el motivo principal del primer tema, tomando prestada la fórmula rítmica de la apertura. Lo intensifica, adquiriendo su apoteosis con el brillo de las trompetas en particular. Tras un pasaje canónico, el Allegro concluye con unas martilleantes notas en la tónica.

### II.Adagio
El segundo movimiento, Adagio, está en la bemol mayor y en compás de 4/4. El movimiento lento presenta un lenguaje confesional, a la vez que profundamente expresivo y solemne. Estructuralmente responde al esquema A–B–C–A'–B', ya que aún no sigue el patrón A–B–A'–B'–A" habitual en sus sinfonías posteriores (salvo la n.º 3 y n.º 6). 
- Introducción: dura unos 30 compases y arranca con una tonalidad indefinida y suspendida. La tonalidad real será la bemol mayor.
- Sección A: El primer tema es enunciado por las trompas en largas duraciones, mientras las cuerdas graves entonan un canto profundo e introspectivo. Es menos un tema cohesionado que una colección de motivos diversos e interconectados que son alternativamente iluminados por diferentes grupos de instrumentos. Se llevan a cabo varios usos de este tema, en los que la ambigüedad tonal aumenta con misteriosas inmersiones hacia fa menor. Varios instrumentos agitan el canto de las cuerdas con repentinos temblores y abruptos cromatismos.
- Sección B: El segundo tema, de carácter emotivo, se construye con seisillos de corchea en el clarinete y los violines, acompañados por cinquillos de semicorchea en las violas. Parece ser mucho más cerrado en comparación con el anterior. Se aprecia cierta relación con el segundo tema del primer movimiento. Gradualmente se acumula hasta llegar a una entrada del tutti orquestal.
- Sección C: La sección central se distingue del resto por su ritmo ternario. Es un Andante más animado, en 3/4 y con forma de tema con variaciones. Está dominado por un tema muy vocal, que en más adelante se acompaña cada vez más de semicorcheas, que finalmente se independizan y disimulan con ingenio el cambio de compás en la siguiente sección.
- Sección A': La reaparición del primer tema logra una mayor cohesión que antes, al retener las figuras que lo acompañan.
- Sección B': El regreso del segundo tema conduce de nuevo a un clímax que, sin embargo, es mucho más amplio que el de la primera parte del movimiento. La melodía se acaba disolviendo en arpegios de acordes mayores en pianissimo que cierran el movimiento.

### III.Scherzo. Schnell – Trio. Langsam
El tercer movimiento, Scherzo. Schnell (rápido) – Trio. Langsam (lento), está en sol menor que en el trío pasa a sol mayor y en compás de 3/4. La estructura responde a una forma ternaria A-B-A de scherzo con trío:
- Sección A: El Scherzo es rítmicamente propulsivo y presenta un carácter ardiente e incluso violento, que contrasta con el movimiento precedente. El comienzo fortissimo del tutti orquestal enfatiza su carácter acalorado y salvaje. Con sus reminiscencias rurales, evoca una melodía de danza folclórica austríaca. Se basa en dos temas que se organizan como un movimiento de sonata.
- Sección B: El trío, en sol mayor, contrasta con su atmósfera calmada y espontáneamente juguetona. Está dirigido por la trompa e interviene un oboe algo travieso, mientras las cuerdas tocan corcheas en staccato. Se menciona brevemente el tema principal del Finale.
- Sección A: Finaliza con la vuelta da capo al Scherzo.
- La coda, breve y furiosa, termina el movimiento en sol mayor.

La versión original del Scherzo contiene varios ritmos irregulares, que Bruckner eliminó en las versiones posteriores. Esta versión  (Mus.Hs.6019) es muy breve y de carácter muy diferente a la que Bruckner utilizó en la versión de Linz. Georg Tintner menciona en las notas a su grabación de la versión de 1866 que «el scherzo inicial, muy breve con sus síncopas cromáticas, que Bruckner omitió (¿por su brevedad?), es quizás más interesante [que el scherzo definitivo]». En la versión de Viena hay un pasaje de transición entre trío y la repetición del Scherzo, que estaba claramente separado en la versión de Linz. El trío, en cambio, es idéntico al de la versión posterior.

### IV.Finale. Bewegt, feurig
El cuarto y último movimiento, Finale. Bewegt, feurig (Movido, ardiente), retoma la tonalidad inicial, el compás de 4/4 y la forma sonata. Es el movimiento más largo de la sinfonía. Es el único Finale sinfónico aparte del de la Sinfonía en fa menor, que Bruckner marcó como "movido" y empieza inmediatamente en fortissimo en lugar de pianissimo. 
- La exposición consta de tres temas:
  - El tema principal recuerda a una fanfarria y, por tanto, es fuertemente rítmico como el primer tema del Allegro inicial. Brota de los metales fortissimo, sobre un gran salto de octava de do derivado del primer movimiento (motivo de transición entre el tema inicial y el siguiente). Su carácter de avance se ve reforzado por las salvajes figuras que lo acompañan. Este tema también aparece dos veces antes de llegar a una calma relativa y que los trinos den paso al segundo tema.
  - El segundo tema, suave y cadencioso, es presentado por las maderas, pasa a los violines y violonchelos, para que los vientos y luego toda la orquesta lo amplifiquen. Se caracteriza por el ritmo animado del principio y el trino del final.
  - El tercer tema, en forma de coral, es liderado por los vientos, mientras las cuerdas y las maderas lo «adornan» con viveza. Recuerda mucho a su homólogo del Allegro inicial.
- El desarrollo comienza tranquilo y primero aborda el tema principal, que ahora parece mucho más melódico. Pero poco después su carácter rítmico se desarrolla con mayor eficacia y se reduce cada vez más a su motivo principal. Continúa con el desarrollo del segundo tema, en el curso del cual el motivo suspenso emerge cada vez más. Este episodio se amplió en la versión de Viena. Los trinos conducen a una sección salvaje, similar a una fuga, que usa motivos del tercer tema y finalmente se embiste en figuras de ostinato. Una breve transición da paso a la siguiente sección.
- La recapitulación del tema principal en do mayor llega. Las transiciones entre los temas se acortan mucho.
- La coda construye el tema principal sobre un ostinato de cuerdas hasta una amplia conclusión en un brillante do mayor fortissimo de toda la orquesta. Concluye sobre el tema principal, en el modo mayor más radiante. En la versión de Viena, la coda, que anteriormente mantenía el tempo rápido del Finale, se ralentiza significativamente mediante varios ritardandi en adaptación a los finales de las sinfonías posteriores.

Mucho más tarde en su vida al escribir sobre esta sinfonía, Bruckner observó "nunca fui tan audaz y atrevido". Es probable que aludiera sobre todo a este Finale, en apariencia una expresión positiva y franca de confianza en la gracia del Dios al que el compositor honró toda su vida, pero ciertamente "audaz" y "atrevido" en el uso magistralmente diverso y eficaz del contrapunto en el tratamiento de tres ideas temáticas muy contrastadas.

## Recepción de la obra

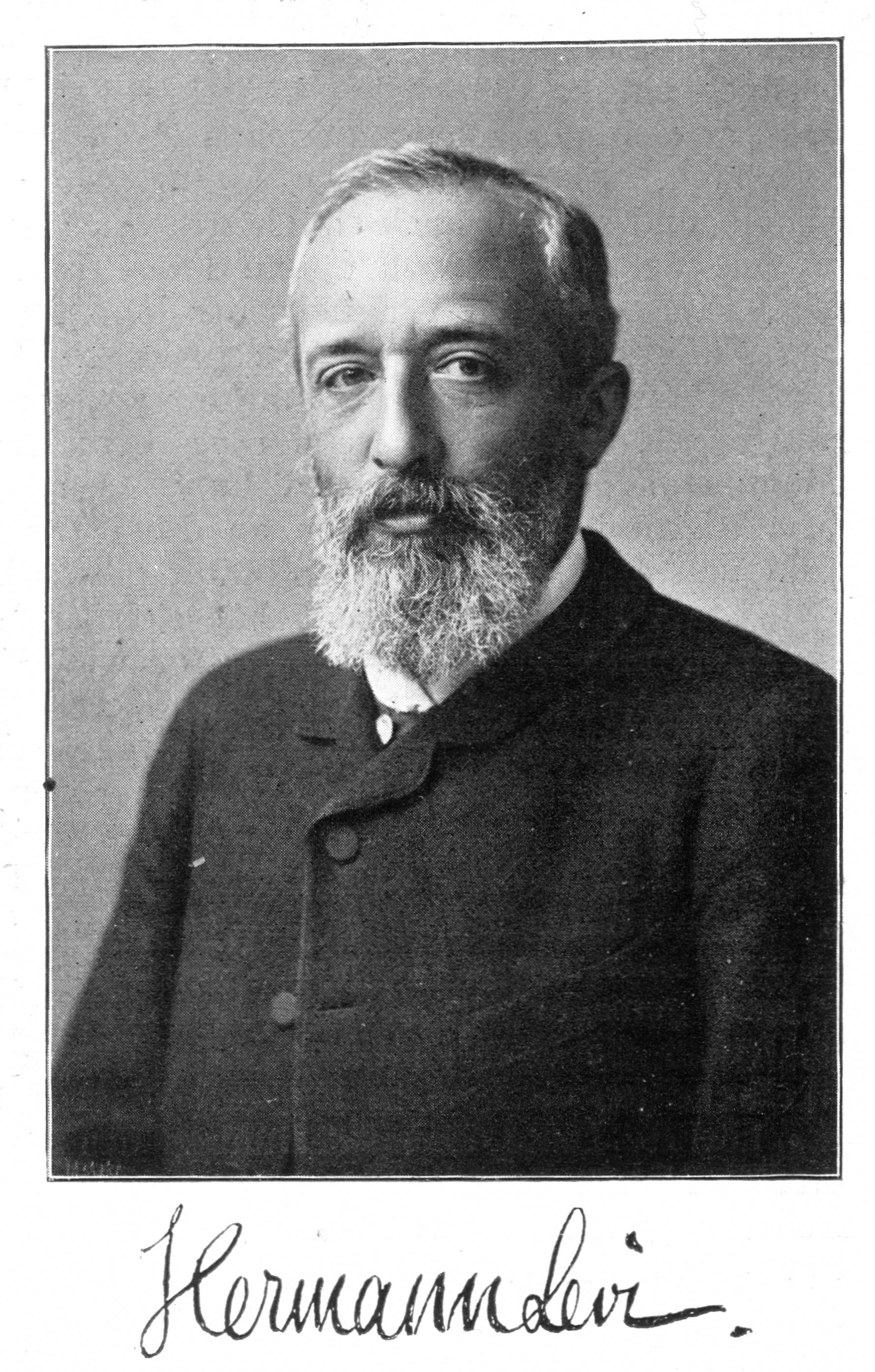
Hermann Levi.

El estreno de la versión original de la sinfonía recibió una crítica positiva por parte del posterior enemigo de Bruckner, Eduard Hanslick. Supuso un éxito respetable, pero no tuvo repercusión alguna en la carrera posterior del compositor. Por otro lado, Hermann Levi quería evitar que Bruckner la reelaborara, ya que consideraba que la versión de Linz era excelente. La versión de Linz se desconocía hasta que se imprimió como parte de la Bruckner Gesamtausgabe en 1935. Franz Schalk había pedido su publicación ya en 1927.
En la práctica concertística se prefiere claramente la versión de Linz, en general más animada. Además, la versión de Viena -producida 25 años y siete sinfonías después- falsifica el carácter de esta obra temprana. Por su parte, los partidarios de la versión vienesa sostienen que esto representa la "última voluntad" del compositor con respecto a esta obra y que la experiencia compositiva adquirida mientras tanto mejora la calidad de la sinfonía. Ambas versiones tienen sus propios méritos especiales y también brindan una buena perspectiva del desarrollo de Bruckner como sinfonista. 

## Discografía selecta
A continuación se cita una selección de grabaciones de las distintas versiones de la sinfonía.
Versión original de Linz de 1866
- 1998 – Georg Tintner, Royal Scottish National Orchestra (Naxos).

Versión revisada de Linz de 1877 (ed. Haas)
- 1969 – Claudio Abbado, Orquesta Filarmónica de Viena (Decca).

Versión revisada de Linz de 1877 (ed. Nowak)
- 1978 – Eugen Jochum, Staatskapelle Dresden (EMI).
- 1981 – Herbert von Karajan, Orquesta Filarmónica de Berlín (DG).
- 2019 – Christian Thielemann, Staatskapelle Dresden (Hänssler).

Versión de Viena de 1891
- 1981 – Günter Wand, Orquesta Sinfónica de la WDR de Colonia (BMG).
- 1984 – Guennadi Rozhdéstvenski, Orquesta Sinfónica del Ministerio de Cultura de la URSS (Melodiya).
- 1987 – Riccardo Chailly, Orquesta Sinfónica de Radio Berlín (Decca).
- 2021 – Christian Thielemann, Orquesta Filarmónica de Viena (Sony).